# Памятник Евгению Кунгурцеву
Памятник-бюст дважды Герою Советского Союза Евгению Максимовичу Кунгурцеву в Ижевске находится в сквере Победы на Карлутской площади.
Памятник-бюст работы скульптора Иосифа Козловского и архитектора Леонида Полякова изготовлен в 1947 году по решению Верховного Совета СССР. В 1950 году в присутствии самого Кунгурцева был торжественно открыт у кинотеатра «Колосс» (ныне Александро-Невский собор). В 1992 году был перенесён в сквер Победы.
Бронзовый монумент установлен на цилиндрическом постаменте из красного гранита, украшенный бронзовой доской с текстами указов о награждениях. Располагается на северо-западном краю сквера, недалеко от Монумента боевой и трудовой славы, лицом в сторону улицы Коммунаров.
Памятник внесён в список объектов культурного наследия регионального значения Удмуртской Республики.